# Tunezja na Letnich Igrzyskach Olimpijskich 2008
Tunezję na Letnich Igrzyskach Olimpijskich 2008 reprezentowało 28 sportowców (15 mężczyzn i 13 kobiet) w 10 dyscyplinach.
Był to 12. start reprezentacji Tunezji na letnich igrzyskach olimpijskich. Zdobycie złotego medalu było najlepszym wynikiem Tunezji na letnich igrzyskach olimpijskich od 1968 roku. 

## Zdobyte medale
| Medal | Zawodnik         | Dyscyplina sportowa | Konkurencja                     |
| ----- | ---------------- | ------------------- | ------------------------------- |
| Złoto | Oussama Mellouli | Pływanie            | 1500 m stylem dowolnym mężczyzn |